# Semi-Automatic Ground Environment

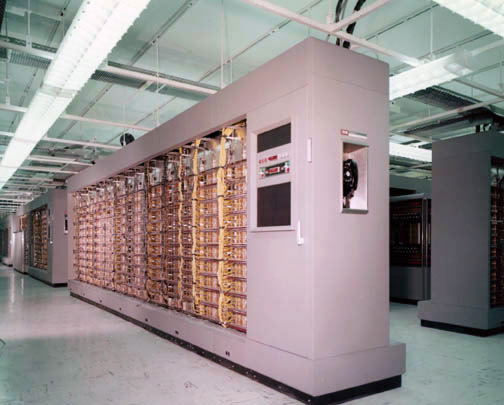
Une salle des ordinateurs du réseau SAGE transformé en musée.

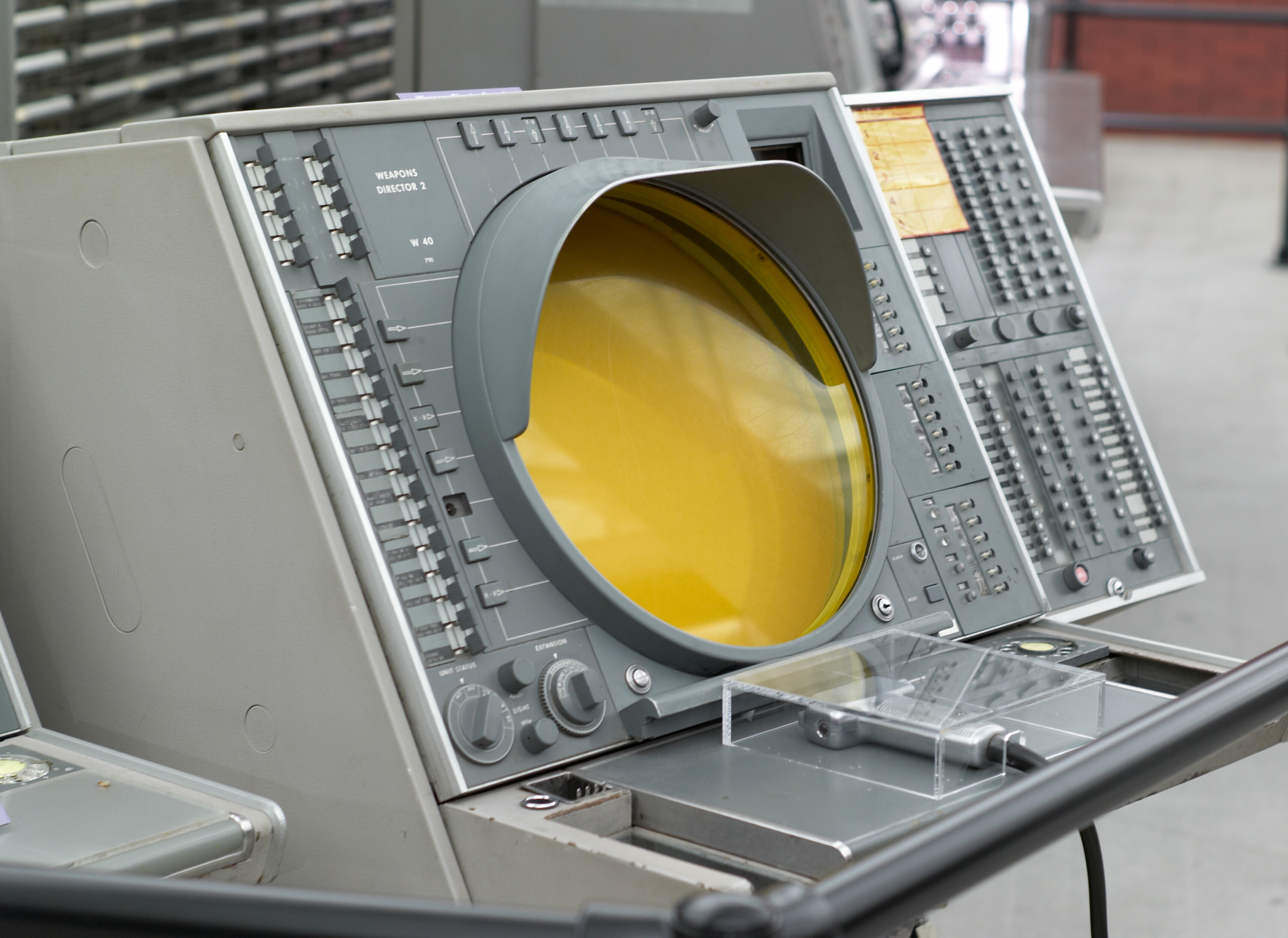
L'unité centrale AN/FSQ-7 est reliée à 100 terminaux, incluant le "OA-1008 Situation Display (SD)", table de lecture radar équipée d'un pointeur (light gun, relié par un câble à la table, ici sous une protection plastique transparente), ainsi que… d'un allume-cigarette et d'un cendrier (à gauche du pointeur).

Pour les articles homonymes, voir Sage (homonymie).
Semi-Automatic Ground Environment (SAGE) est le nom d'un système d'arme américain ultra-secret étudié à partir de 1952 et opérationnel de 1959 à 1983. 

## Caractéristiques
Conçu autour d'un réseau de macroordinateurs (mainframe computer), de nombreux sites de stations radar dont ceux de la ligne Pinetree puis la ligne DEW, et de la liste des capacités offensives disponibles (missiles, chasse, etc.), il permettait de produire en temps réel une image unifiée de l'espace aérien à l'échelle du territoire national et de pouvoir apporter une réponse tactique immédiate en cas de danger. SAGE est le cœur du dispositif du Commandement de la défense aérospatiale de l'Amérique du Nord et du Air Defense Command face à une hypothétique attaque aérienne. Son caractère secret, ses énormes ordinateurs et ses écrans gigantesques ont fondé une partie du folklore de la guerre froide, ainsi qu'on peut le voir dans des films comme Docteur Folamour et Le cerveau d'acier.

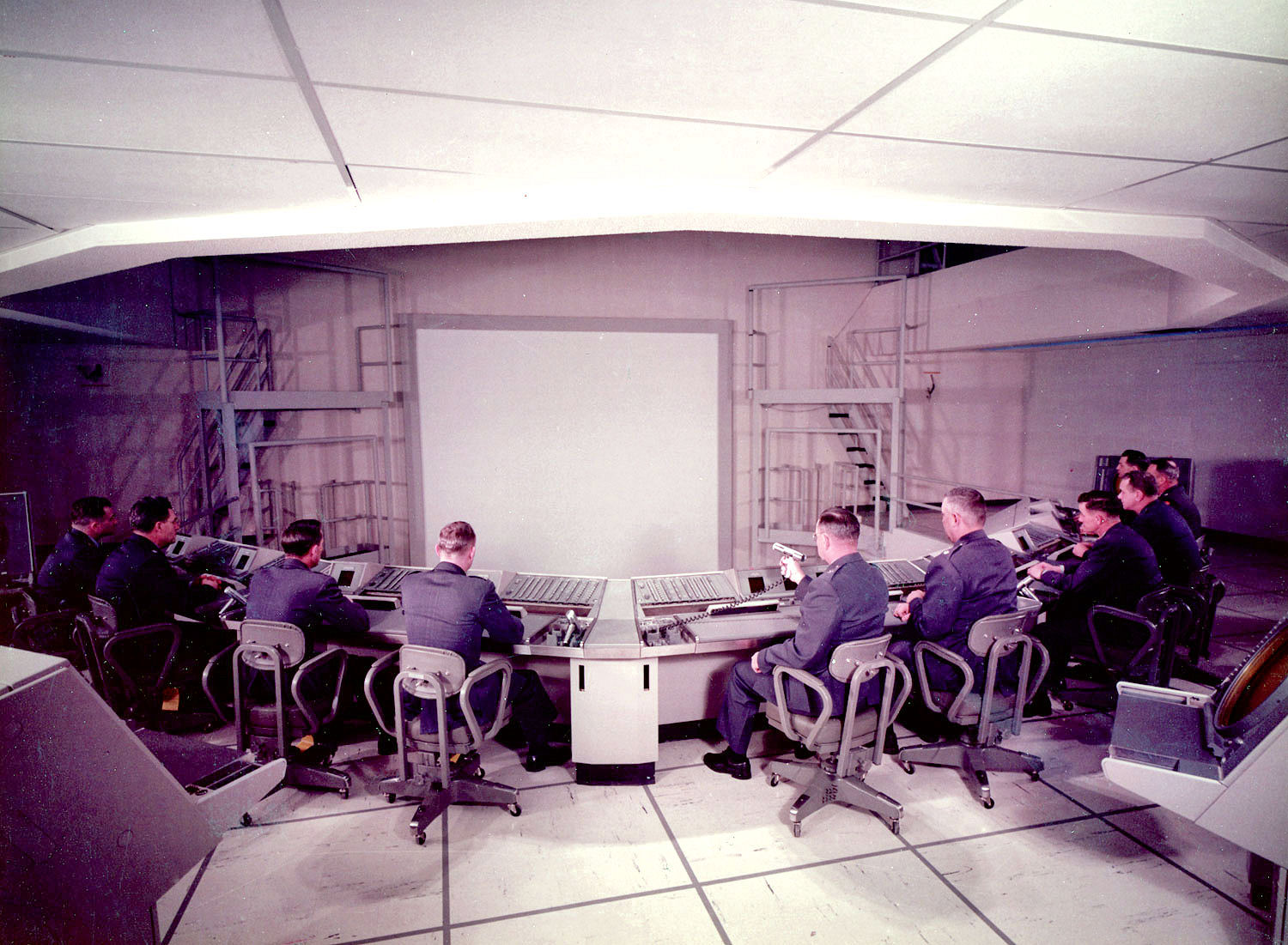
Salle du Centre de combat de Syracuse (New York). L'image était projetée par une ouverture dans le plafond.

Le système SAGE fonctionnait grâce au plus gros ordinateur jamais construit alors, le AN/FSQ-7 Combat Direction Central (en) d'IBM inspiré du Whirlwind II. 24 machines sont installées : 9 pesaient 250 tonnes. L'AN/FSQ-7 utilisait un total de 60 000 tubes à vide (49 000 dans les ordinateurs): les neuf plus importants utilisaient jusqu'à 3 mégawatts d'électricité, effectuant environ 75 000 instructions par seconde pour la mise en réseau de radars régionaux.

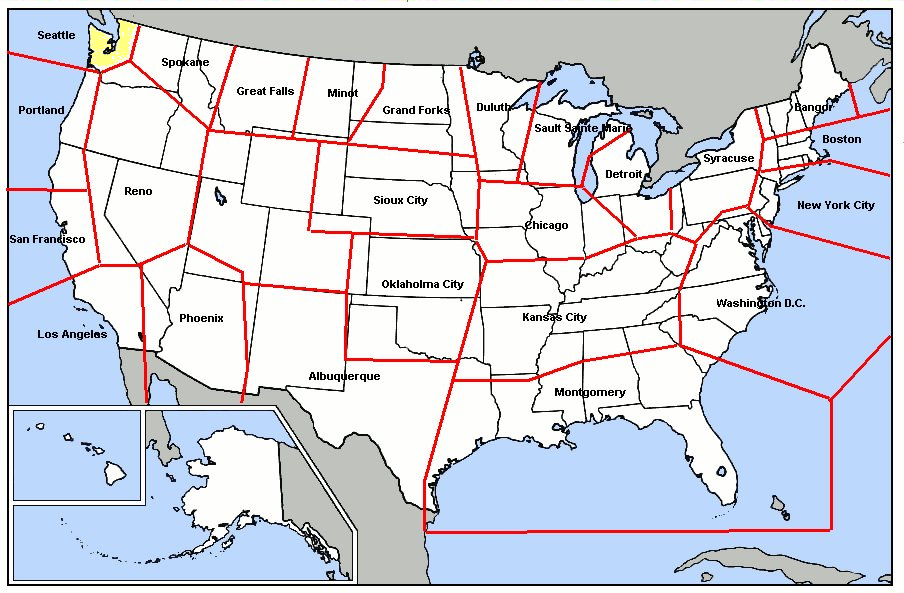
Délimitation des secteurs de défense aérienne aux États-Unis contigus, chacun dirigé par un centre de direction.

Celui-ci équipait les Centres de direction ("DC", au nombre de 23, le 24e étant le prototype mis en service en 1955), et il était capable de recueillir automatiquement les données radar brutes, de calculer les trajectoires des objets détectés, et de proposer les réponses appropriées en fonction de la distance et de la disponibilité. Les cartes étaient ensuite affichées sur des écrans, où des officiers saisissaient à l'aide de pointeurs lumineux le statut des objets détectés (F pour Friend, T pour Target), les options tactiques, ainsi que les ordres de commandement éventuels. Les commandes étaient enfin envoyées par téléscripteur, sans intervention humaine, aux unités armées concernées (plus tard, les missiles CIM-10 Bomarc et les chasseurs de l'United States Air Force verront leur plan de vol automatiquement actualisé, y compris en vol). 
Chaque Centre de direction rapportait à un Centre de combat ("CC", au nombre de 4) pour la "supervision des différents secteurs à l'intérieur d'une division", donnant à « chaque Centre de combat [...] la capacité de coordonner la défense de la nation tout entière » 
Le système SAGE est reconnu pour être l'un des tout premiers réseaux numériques de l'histoire de l'informatique (mêlant capacités de calcul, interfaces de saisie, interfaces de lecture, téléphonie, modems, téléscripteurs, télégraphie).
Devenu peu efficace pour détecter les ICBM déployés par les Soviétiques dans les années 1960, le système SAGE restait cependant vital pour surveiller l'espace aérien et intercepter d'éventuelles intrusions par avions. Il a donc été maintenu sous sa forme initiale jusqu'en 1984, puis a  été remplacé par des systèmes modernisés.